# سیارک ۲۳۲۸۴
سیارک ۲۳۲۸۴ (به انگلیسی: 23284 Celik، نامگذاری:2000YD118) بیست و سه هزار و دویست و هشتاد و چهارمین سیارک کشف شده‌است که در ۳۰ دسامبر ۲۰۰۰ کشف شد.
قدر مطلق سیارک برابر ۱۱.۲ است.